# Équipe d'Australie féminine de basket-ball en fauteuil roulant
Maillots
Actualités
L' Équipe d'Australie de basket-ball féminin en fauteuil roulant  est la sélection qui représente l'Australie dans les compétitions majeures de basket-ball en fauteuil roulant. Cette sélection rassemble les meilleures joueuses australiennes sous l’égide de la Fédération australienne de basket-ball (Basketball Australia). L'équipe a comme surnom The Gliders.
L'équipe  féminine d'Australie dispute les plus grandes compétitions internationales, dont les Championnats mondiaux de basket-ball en fauteuil roulant et les jeux paralympiques.

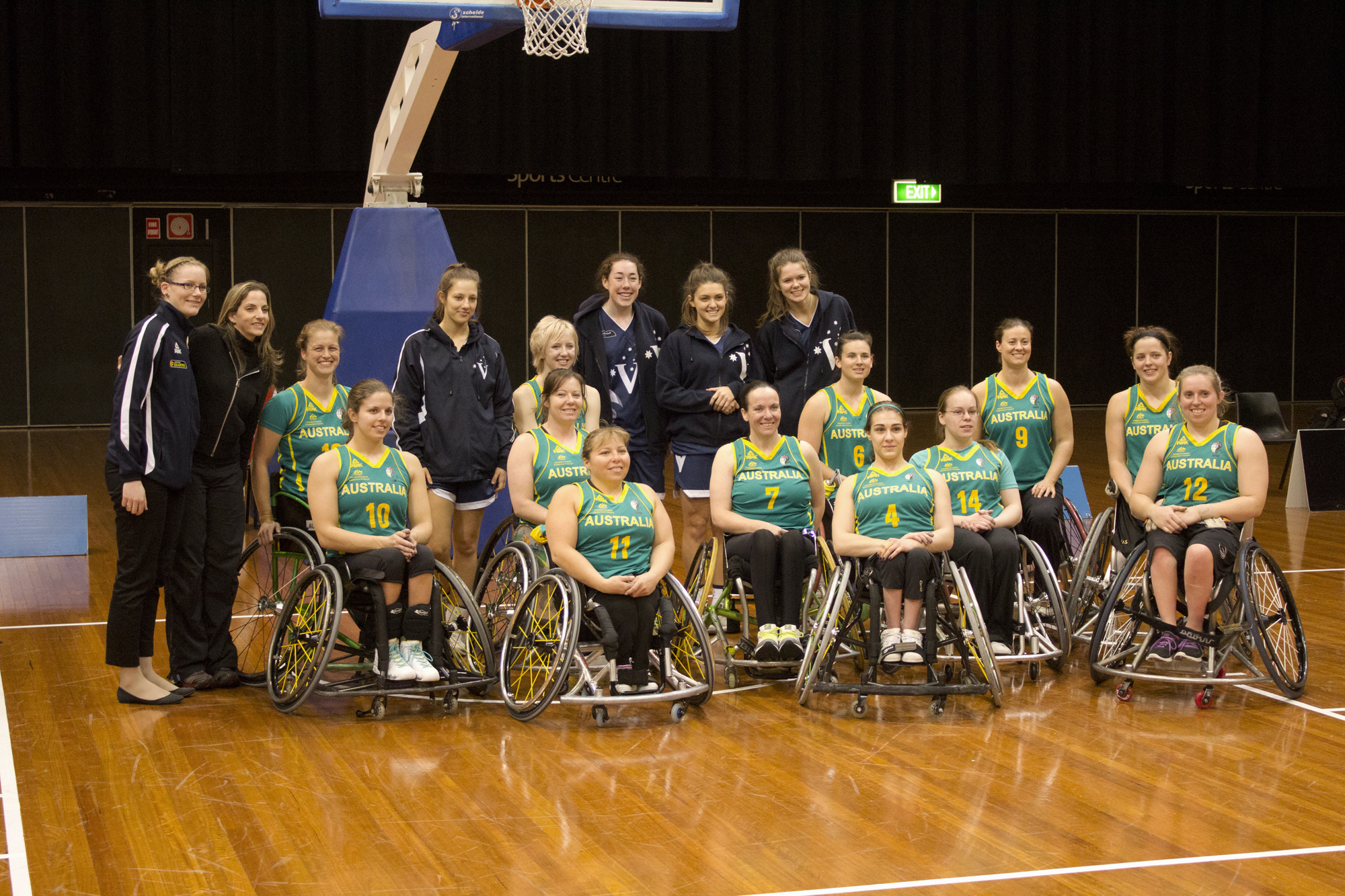
L'équipe féminine d'Australie en 2012

## Historique
L'équipe féminine d’Australie joue pour la première fois lors des Jeux paralympiques d'été de 1968 à Tel Aviv, mais l'Australie ne dispose pas d'une équipe stable et permanente en basket-ball féminin en fauteuil roulant jusqu'en 1992 aux Jeux paralympiques de Barcelone. Avant 1992, ses présences sont irrégulières dans les grandes compétitions internationales. L'équipe termine 4e aux paralympiques d'été de 1992 à Barcelone.
Avant le début des Jeux paralympiques de 1996, les australiennes sont classées troisièmes dans le monde. Afin de mieux se préparer pour ces jeux, l'équipe visite le Canada et rencontre des équipes canadiennes. Lors des Jeux paralympiques, l'équipe féminine de l'Australie réussit à battre 31 à 27 l'équipe américaine. Cette victoire est considérée comme importante. En effet, c'est la première fois que les Australiennes défont une équipe américaine. Le match a une signification encore plus importante parce que l'Australie devait gagner ce match pour rester dans la course pour une médaille. En demi-finale, les Australiennes s'inclinent 31 à 36 devant les canadiennes. Puis elles jouent pour la médaille de bronze contre les Américaines, perdant 30 à 41.
En 1998, l'équipe australienne remporte une médaille de bronze aux Championnats du monde. En avril - mai 1999, l'équipe est invitée par l'Association Kinki Basketball en fauteuil roulant afin de participer à un tournoi au Japon pour célébrer le vingt-cinq ans de basketball en fauteuil roulant dans ce pays. L'équipe australienne gagne tous ses matchs, y compris les trois matches contre l'équipe nationale japonaise. C'est le début de grands succès internationaux : l'équipe australienne remporte des médailles d'argent aux Jeux paralympiques d'été de 2000 à Sydney et aux Jeux paralympiques d'été de 2004 à Athènes.
Avant le début des Jeux paralympiques de 2008, l'équipe féminine australienne se classe au quatrième rang mondial. Elles ont mérité ce rang en battant le Japon et la Nouvelle-Zélande dans le tournoi de qualification pour les jeux. En 2008, l'équipe participe à la Coupe Osaka et gagne une médaille d'argent (défaite en finale 20 à 52 contre les États-Unis). Après la Coupe Osaka au Japon, l'équipe participe à l'événement Goodluck Beijing Test Event en Chine où elles remportent trois matchs et en perdent un contre l'équipe chinoise. L'équipe australienne participe ensuite au Joseph F. Lyttle World Basketball Challenge, où elle termine troisième. Les Australiennes vont ensuite aux États-Unis et participent à la Coupe d'Amérique du Nord, où elles terminent quatrièmes. L'équipe a ensuite un rendez-vous en Chine où invaincues elles gagnent cinq matchs consécutifs contre la Chine.
Lors des Jeux paralympiques de Londres de 2012, les basketteuses australiennes concluent le tournoi préliminaire des Jeux paralympiques avec une fiche de 3 victoires et une défaite pour atteindre les quarts de finale. Le 4 septembre, elles affrontent les Mexicaines, qu'elles battent facilement 62-37. Les Australiennes passent en demi-finales et sont opposées à l'équipe des États-Unis. Dans un match très physique et difficile, les Australiennes tiennent tête aux américaines. Elles remportent cette demi-finale de justesse 40-39 et se qualifient pour la finale. Lors de celle-ci, elles s'inclinent face à l'Allemagne sur le score de 58 à 44.

## Parcours[10]

### Aux Jeux paralympiques
- 1968 :  Médaillée de bronze
- 1972 : ?
- 1976 : ?
- 1980 : ?
- 1984 : ?
- 1988 : ?
- 1992 : 4e
- 1996 : 4e
- 2000 :  Médaillée d'argent
- 2004 :  Médaillée d'argent
- 2008 :  Médaillée de bronze
- 2012 :  Médaillée d'argent
- 2016 : Non qualifiée
- 2020 : 9e

### Aux Championnats du Monde IWBF
Références,
- 1990 : 6e place
- 1994 :  Médaillé de bronze
- 1998 :  Médaillé de bronze
- 2002 :  Médaillé de bronze
- 2006 : 4e place
- 2010 : 4e place
- 2014 : 6e place à  Incheon
- 2018 : 9e place à  Hambourg
- 2022 : 6e place à  Dubaï

## EffectifS
Entre 1992 et 2008, 27 joueuses ont été membres de l'équipe féminine australienne dans les diverses compétitions internationales. Aux Jeux paralympiques d'été de 2008, six joueuses, soit la moitié de l'équipe, étaient en compétition pour la première fois aux Jeux paralympiques.

### Effectif aux Jeux paralympiques 2012
Effectif lors des Jeux paralympiques d'été de 2012 :
| Numéro | Nom                  | Date de Naissance | Handicap | Club                |
| ------ | -------------------- | ----------------- | -------- | ------------------- |
| 4      | Sarah Vinci          | 4 décembre 1991   | 1,0      | Perth Western Stars |
| 5      | Cobi Crispin         | 22 décembre 1988  | 4.0      | Perth Western Stars |
| 6      | Bridie Kean          | 27 février 1987   | 4.0      | Dandenong Rangers   |
| 7      | Amanda Carter        | 16 juillet 1964   | 1.0      | Dandenong Rangers   |
| 8      | Tina McKenzie        | 8 juin 1974       | 3.0      | Sydney Uni Flames   |
| 9      | Leanne Del Toso      | 12 août 1980      | 4.0      | Dandenong Rangers   |
| 10     | Clare Nott-Burzynski | 11 août 1986      | 1.0      | Perth Western Stars |
| 11     | Kylie Gauci          | 1er janvier 1985  | 2.0      | Goudkamp Gladiators |
| 12     | Shelley Chaplin      | 4 septembre 1984  | 3.5      | Dandenong Rangers   |
| 13     | Sarah Stewart        | 13 juin 1976      | 3.0      | Sydney Uni Flames   |
| 14     | Katie Hill           | 17 février 1984   | 3.0      | Sydney Uni Flames   |
| 15     | Amber Merritt        | 17 février 1993   | 4.5      | Perth Western Stars |

- Entraîneur :   John Triscari

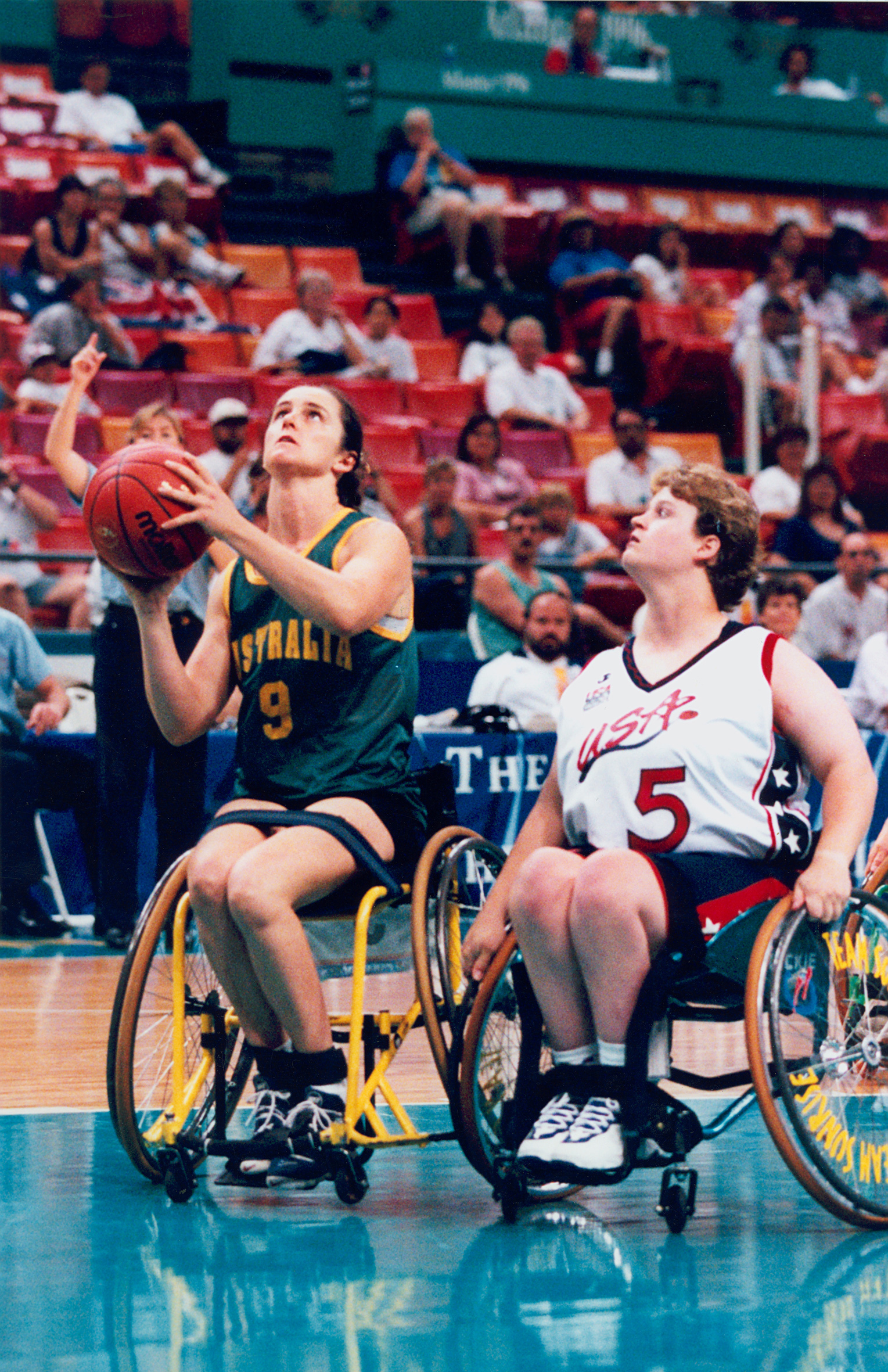
Liesl Tesch lors du match Australie-États-Unis aux Jeux paralympiques de 1996

- Assistants :   Ben Osbourne, David Gould
- Team Manager : Marian Stewart
- Physiothérapeute :  Miranda Wallis

### Effectif au Championnat du monde 2014
Effectif lors du championnat du monde 2014, :
| Numéro | Nom                      | Date de Naissance | Handicap | Club                     |
| ------ | ------------------------ | ----------------- | -------- | ------------------------ |
| 4      | Sarah Vinci              | 4 décembre 1991   | 1,0      | Perth Western Stars      |
| 5      | Cobi Crispin             | 22 décembre 1988  | 4.0      | Victoria                 |
| 6      | Bridie Kean              | 27 février 1987   | 4.0      | MineCraft Comets         |
| 7      | Shelley Cronau           | 29 mai 1985       | 3.0      | MineCraft Comets         |
| 8      | Stephanie van Leeuwen    | 17 septembre 1982 |          | Sydney University Flames |
| 9      | Leanne Del Toso          | 12 août 1980      | 4.0      | Victoria                 |
| 10     | Clare Nott-Burzynski     | 11 août 1986      | 1.0      | Perth Western Stars      |
| 11     | Kylie Gauci              | 1er janvier 1985  | 2.0      | Stacks Goudkamp Bears    |
| 12     | Shelley Chaplin          | 4 septembre 1984  | 3.5      | Victoria                 |
| 13     | Sarah Stewart            | 13 juin 1976      | 3.0      | Sydney University Flames |
| 14     | Kathleen O’Kelly-Kennedy | 21 juin 1986      | 4.0      | Stacks Goudkamp Bears    |
| 15     | Amber Merritt            | 17 février 1993   | 4.5      | Perth Western Stars      |

## Joueuse marquante du passé

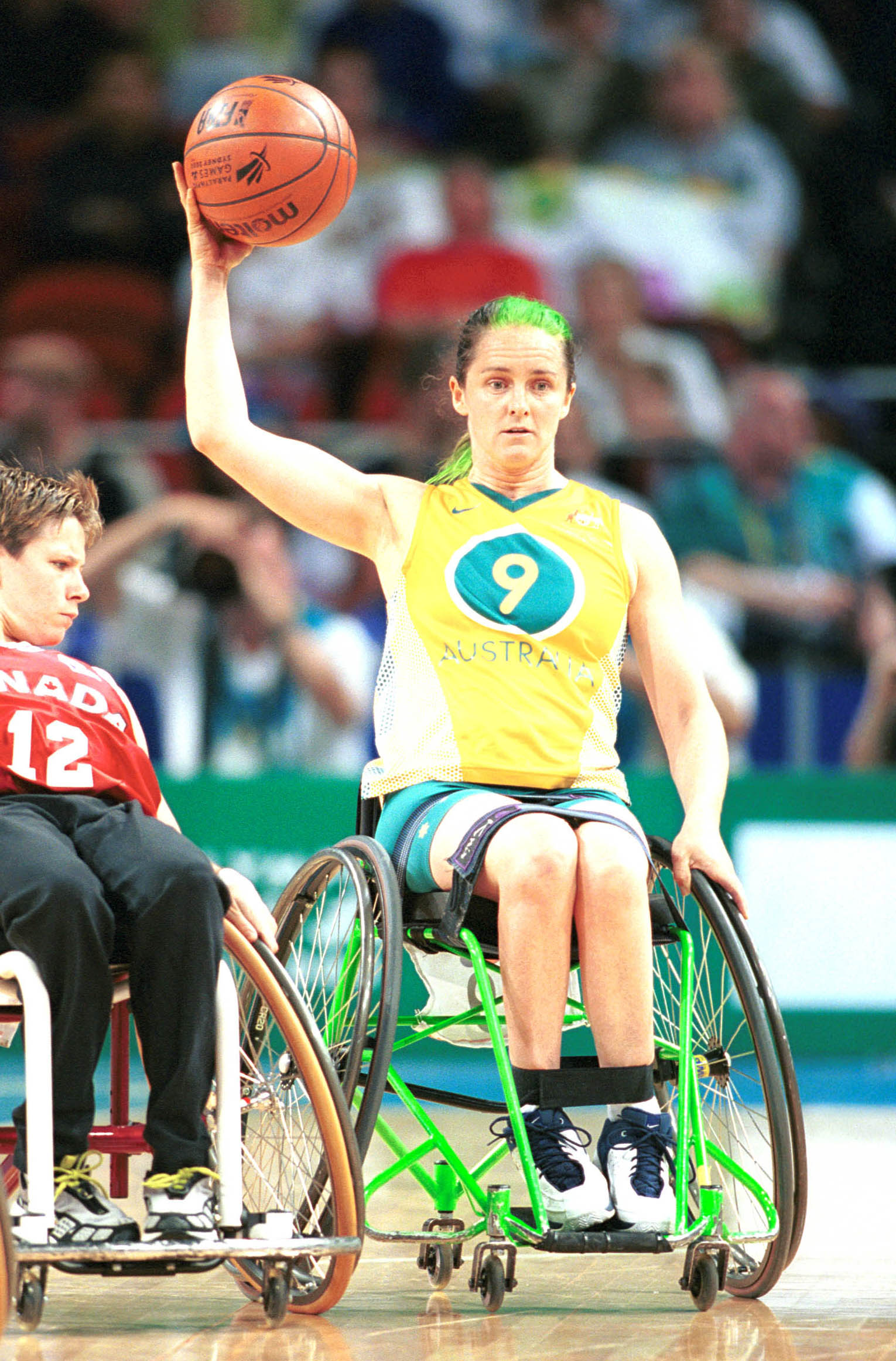
La basketeuse Liesl Tesch durant un match en 2000, aux Jeux Paralympiques de Sydney.

Liesl Tesch a été membre de l'équipe féminine d'Australie pendant 5 jeux paralympiques et a remporté 3 médailles (deux d'argent et une de bronze). Tesch a été capitaine de l'équipe nationale et a fait de nombreuses apparitions pour son pays lors de plusieurs autres événements de basket-ball en fauteuil roulant.